# Jílec

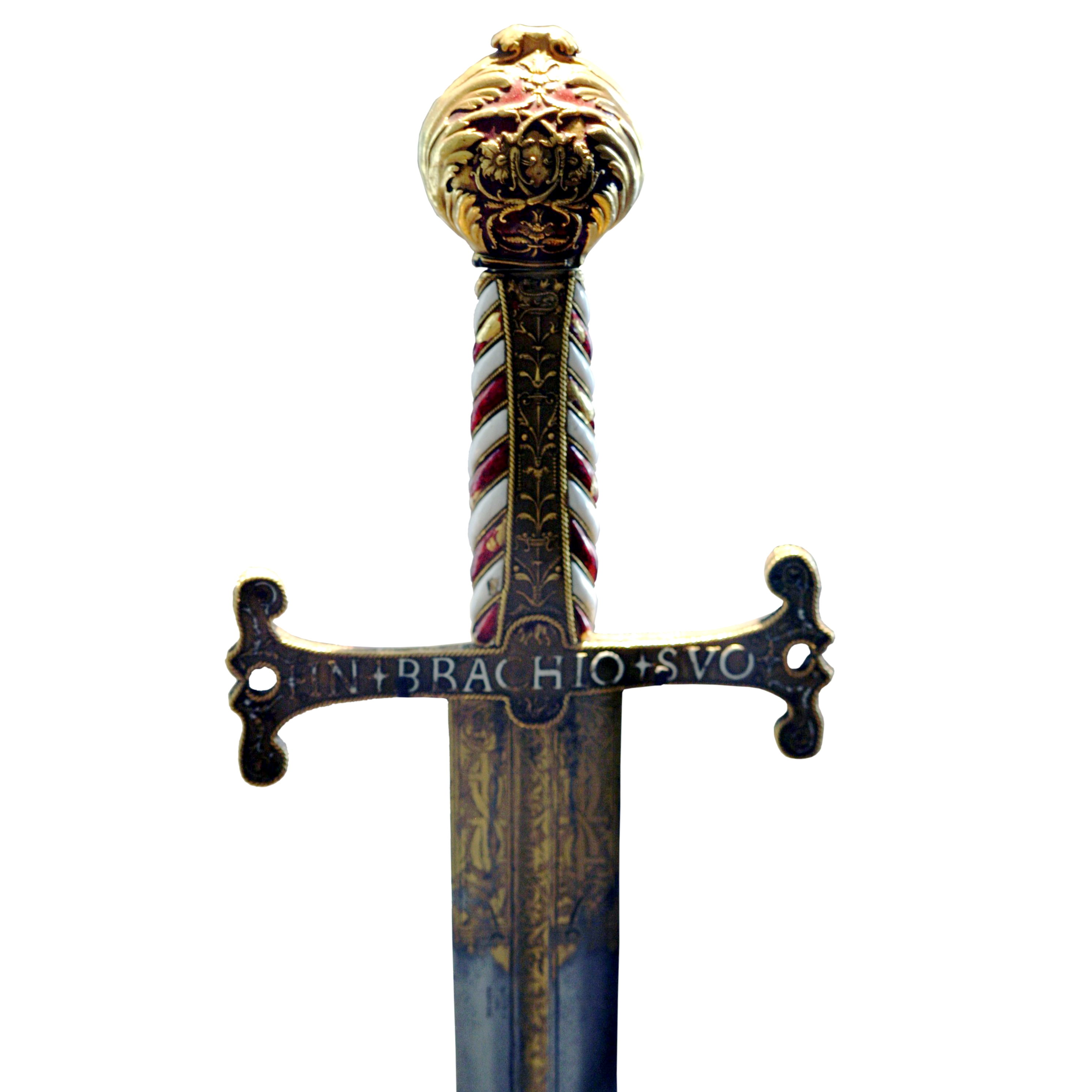
Zdobený jílec (Musée de l'Armée)

Jílec je část meče, ale i jiných zbraní, která slouží k jejich uchopení a ovládání. Jílec se skládá ze záštity, která je často křížová, rukojeti a hlavice. Součástí jílce může být i rikaso, není však příliš časté. K záštitě nebo hlavici může být také připevněný řemínek nebo střapec.

## Hlavice
Hlavice neboli hruška je zvětšená část na vršku rukojeti. Původně byly navržené, aby zabránily vyklouznutí meče z ruky. Okolo 11. století se v Evropě vyráběly hrušky natolik těžké, že zároveň sloužily jako protizávaží čepele.
 Tím zajistily těžiště vyváženosti v blízkosti jílce a umožnily tak plynulejší způsob boje. V závislosti na designu meče a šermířském stylu mohla být hruška také využita k zasažení nepřítele (například při použití techniky Mordhau).
Hlavice se objevovaly v různých tvarech, mezi něž patřily zploštěné koule, půlměsíce, kotouče, kola a zvířecí či ptačí hlavy. Často jsou vyrývané či vykládané různými vzory a příležitostně pozlacené a posázené drahými kameny. Ewart Oakeshott představil systém klasifikace středověkých tvarů hlavic ve své knize The Sword in the Age of Chivalry (1964). Tento systém se tak tematikou zařadil vedle jeho již zpracované typologie čepelí. Typy Hlavic podle Oakeshotta jsou označeny velkými písmeny A-Z a podtypy jsou pak označeny číslicemi.
1. hlavice "brazilský ořech", která je odvozená od klasického vikingského meče.
2. více zaoblená a kratší verze typu A. B1 je varianta s rovným spodním okrajem, tento typ je známý jako "houba"
3. typ "třírohý klobouk", odvozen od vikingského meče
4. mohutnější a o něco pozdější varianta typu C
5. varianta typu D se špičkou v úhlu
6. hranatější varianta typu E
7. prostý kotouč. G1 a G2 jsou kotoučové hlavice zdobené ornamenty (G1 má ornament květinový, G2 naopak v podobě ulity), obě varianty jsou specifické pro Itálii
8. kotouč se zkosenými okraji. Jeden z nejběžnějších typů, používán od 10. do 15. století. H1 je oválná varianta
9. kotouč se širokými zkosenými okraji, vnitřní kotouč je mnohem menší než u typu H. I1 je šestiúhelníková varianta
10. stejný typ jako I, ale zkosené okraje jsou hluboce vydlabané. J1 je propracovanější typ hlavice v klasickém tvaru kola
11. velmi široká a placatá varianta typu J, populární v období pozdního středověku
12. podlouhlý typ tvaru jetele, tento typ je neobvyklý a pravděpodobně se nacházel jen ve Španělsku ve 12. a 13. století
13. pozdní varianta vikingského typu hlavice s několika lalůčky, často nalezená na podobiznách v hrobkách z období mezi lety 1250–1350 v jižním Skotsku a severní Anglii, exemplářů se však dochoval jen malý počet
14. tvar lodě, vzácný jak v umění, tak v počtu dochovaných exemplářů
15. neobvyklý typ půlměsícového tvaru
16. neobvyklý štítový tvar, známý pouze ze sochy v katedrále v Norimberku
17. květinový tvar, známý pouze z uměleckého zachycení mečů
18. neobvyklý kulový tvar, většinou řazen do 9. a 10. století
19. neobvyklý typ ve tvaru kostky s uříznutými rohy
20. typ "fík", "hruška" nebo "zátka od voňavky" (tvar připomíná zátku od flakónku s voňavkou), poprvé použit na začátku 14. století, ale častěji se začal používat až po roce 1360 a do 16. století vznikla spousta tvarů odvozených od tohoto typu (například T1 a T5 jsou varianty tohoto základního typu)
21. "klíčový" typ z druhé poloviny 15. století
22. hlavice "rybí ocas" z 15. století s variantami V1 a V2
23. tvar "zdeformovaného kola"

1. čtvercový tvar, podtypy jsou použity, aby přesně určily oblast a věk, Z1 a Z2b jsou nejběžnější v jihovýchodní Evropě, Z3 neboli "kočičí hlava" je typický pro benátské meče, Z4 je typický pro Srbsko a Bosnu

## Rukojeť

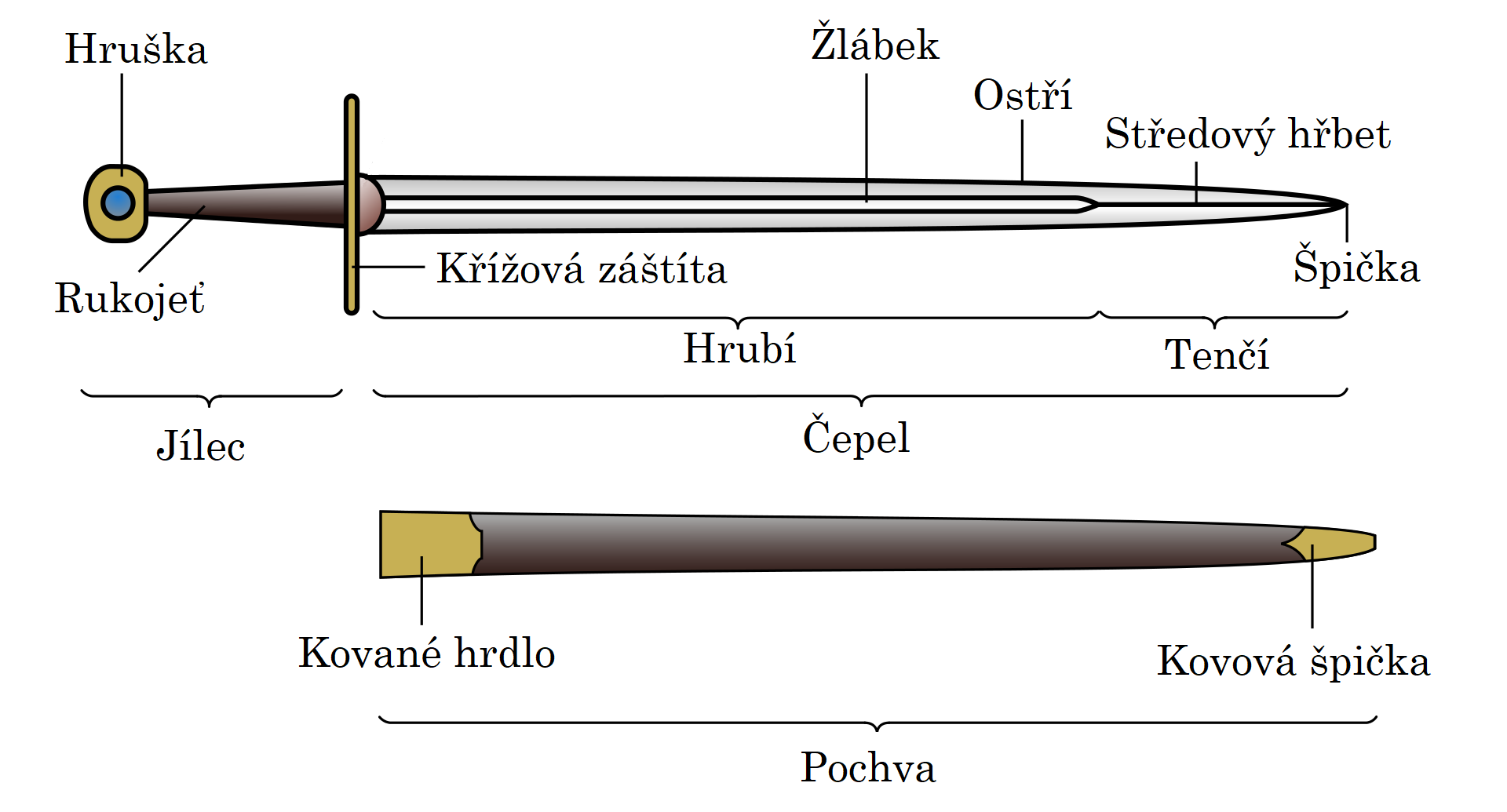
Části meče

Rukojeť slouží k uchopení meče. Většinou byla ze dřeva nebo z kovu a často potažená neopracovanou pevnou kůží. Žraločí kůže se ukázala jako nejodolnější v mírném podnebí, ale její stav se zhoršoval v teplém klimatu, a proto začala být v druhé polovině 19. století populární guma. U spousty typů mečů se místo toho volila kůže rejnočí. Ať už byl materiál pro potažení rukojeti jakýkoli, většinou k ní byl přilepený, a ještě připevněný drátkem, který byl ve spirále kolem rukojeti obtočen.

## Záštita
To, že křížová záštita chrání celou šermířovu roku před protivníkovým mečem, je mylná domněnka. Záštita, která chrání celou ruku, je zapotřebí teprve až po odložení štítu a plátové rukavice. Křížová záštita však chránila šermířovu ruku před útoky, kdy nepřítel záměrně nechal sklouznout čepel po meči s úmyslem useknout nebo poranit ruku.
Jelikož se rané meče vždy používaly ve spojení se štítem, neměly opravdovou záštitu, ale spíše jakýsi typ zarážky, která zabraňovala, aby ruka při výpadech sklouzávala k čepeli.
Od 11. století se záštity evropských mečů začaly vyrábět ve tvaru rovného prutu, který byl kolmý k čepeli. Tato záštita byla později známá též jako quillon.
Počínaje 16. stoletím začaly být záštity v Evropě čím dál propracovanější s dodatečnými smyčkami, zákrutami či záhyby, které chrání ruku. Jedinému zahnutému prutu podél prstů (zhruba paralelně s rukojetí/čepelí a kolmo k jakékoli křížové záštitě) se říkalo chránič kloubů.
Pruty mohly být také doplněny či nahrazeny kovovými destičkami, které mohly být ozdobené ornamenty. Takový návrh později dostal oblíbené označení "koš" a mečů s jílci ve tvaru koše je velké množství.
Zaměření na výpadové útoky s rapíry a kordy zároveň odhalilo zranitelnost na útoky tohoto typu. Do 17. století začaly být vyráběny záštity, jež obsahovaly pevný štít o průměru okolo dvou palců, který obklopoval celou čepel. Starší typy této záštity si zachovaly quillon, který byl u novějších typů odstraněn a tento typ získal označení číška. Tento novější typ se stal základem záštit moderních fleretů a kordů.

## Rikaso
Rikaso je tupá část meče těsně pod záštitou. U vyvinutějších jílců je chráněné prodloužením záštity.
 U obouručních mečů rikaso poskytovalo pozici pro třetí ruku a tím držiteli umožňovalo mít ruce dál od sebe pro lepší páku.

## Řemínek

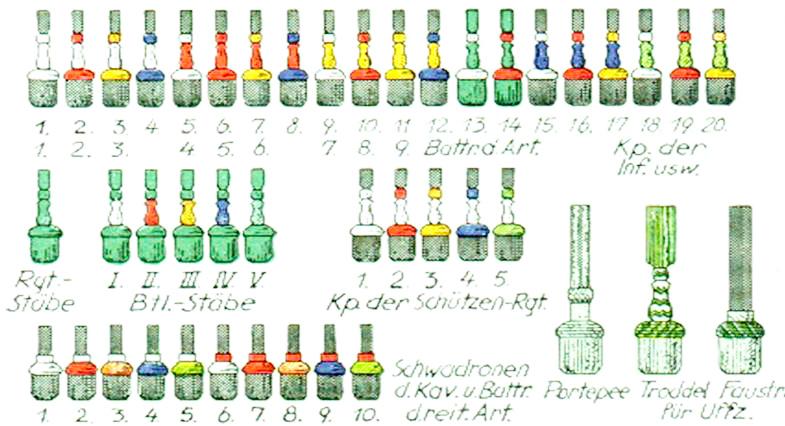
Německo 19. století: Různé typy a barvy střapců na řemínkách.

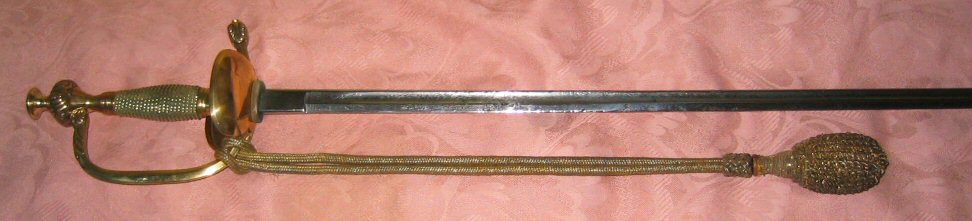
Německý Stichdegen (slavnostní meč) s řemínkem neboli Troddel. Při nošení byl řemínek omotán kolem žáštíty, nebo provlečen přes očko v žáštítě.

Řemínek na jílci, někdy také označovaný jako popruh či střapec, je tenké lanko omotané kolem ruky, aby nedošlo k vyklouznutí a ztrátě meče. Řemínek bývá nejčastěji z kůže, ale někdy také ze tkaného zlata, stříbrných prutů a častěji z kovové krajky. Přestože mají praktické využití, často sloužily jako dekorace. Například Britská armáda si ke konci 19. století pro důstojníky pěchoty osvojila bílý kožený řemínek s velkým uzlem tvaru žaludu, který byl zhotoven ze zlatého drátku. Tento typ žaludových střapců měl třásně na konci zajištěné tak, že se vlákna nemohla rozdělit, zaplést se do sebe nebo se ztratit. Spousta řemínků byla také hedvábných a do látky byl ve specifických vzorcích všit kovový drátek z kvalitní ozdobné slitiny zlata nebo stříbra.
Umění a historie střapců jsou známé pod francouzským passementerie či německým Posamenten. Vojenská výroba řemeslníků zvaných passementiers (výrobců okrasných stužek, krajek, šňůrek nebo nášivek) je zjevná v katalozích různých vojenských uniforem a korunovačních klenotů z předešlých století. Širší forma umění passementerie s odděleními, jako jsou Dekorace, Duchovenstvo a šlechta, Čalounění, Armáda či Vozy a livreje, je pokryta v několika knihách na toto téma, z nichž žádná není v angličtině či češtině.
Indické meče měly střapec provlečený očkem na konci hlavice.
Čínské meče, jak ťien, tak dao, také často měly připevněné střapce nebo lanka. Na východě měly řemínky jak dekorativní, tak praktickou funkci a zacházení se střapcem je součástí některých jian představení.

## Jílcový kroužek

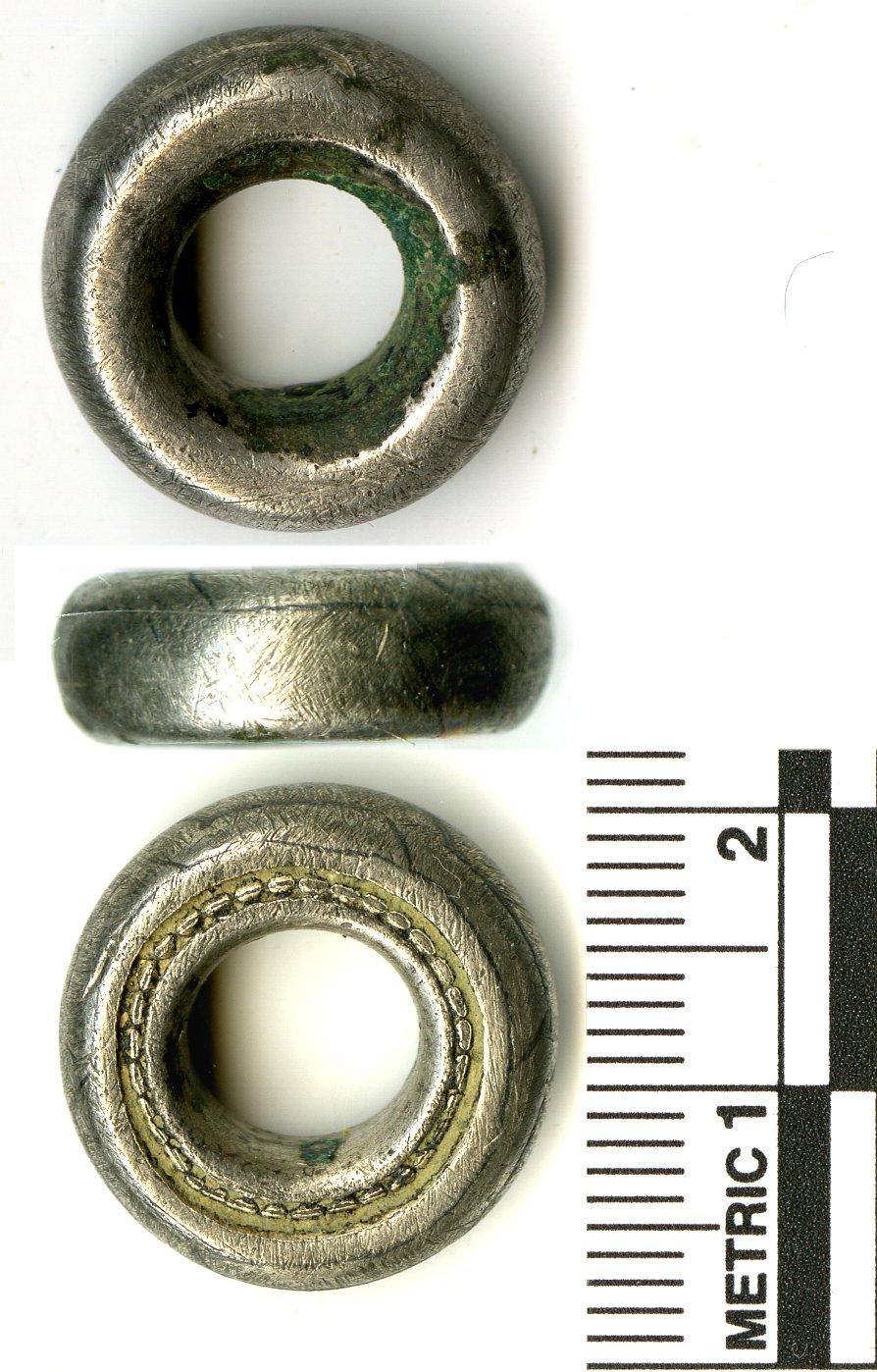
Stříbrný jílcový kroužek

Kroužek na jílci není nutnou součástí zbraně a slouží pouze jako ozdoba.